# Šoporňa

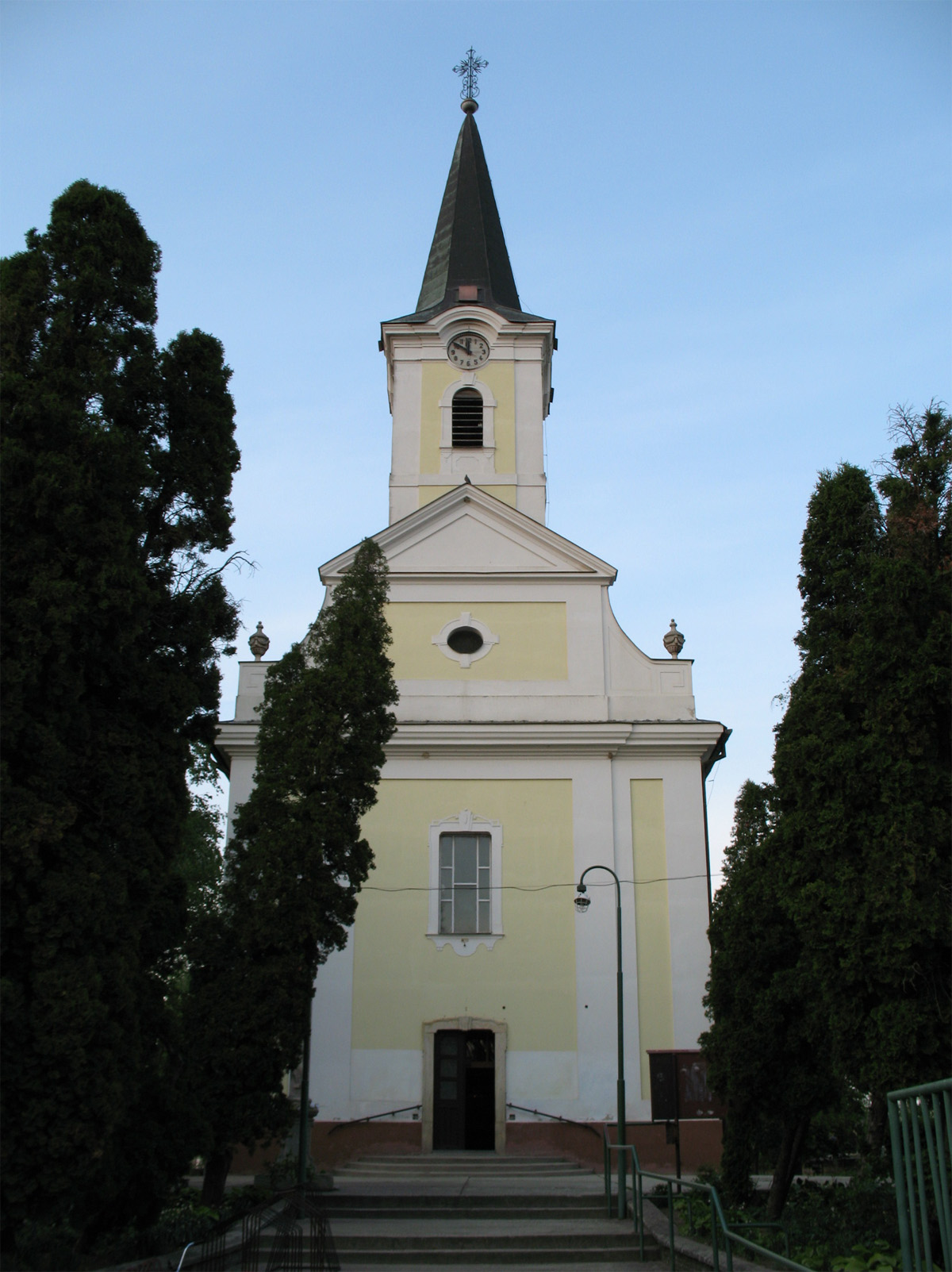
Šoporňa

Šoporňa (Hongaars: Sopornya) is een Slowaakse gemeente in de regio Trnava, en maakt deel uit van het district Galanta.
Šoporňa telt 4.275 inwoners.